# Shoshannah Stern

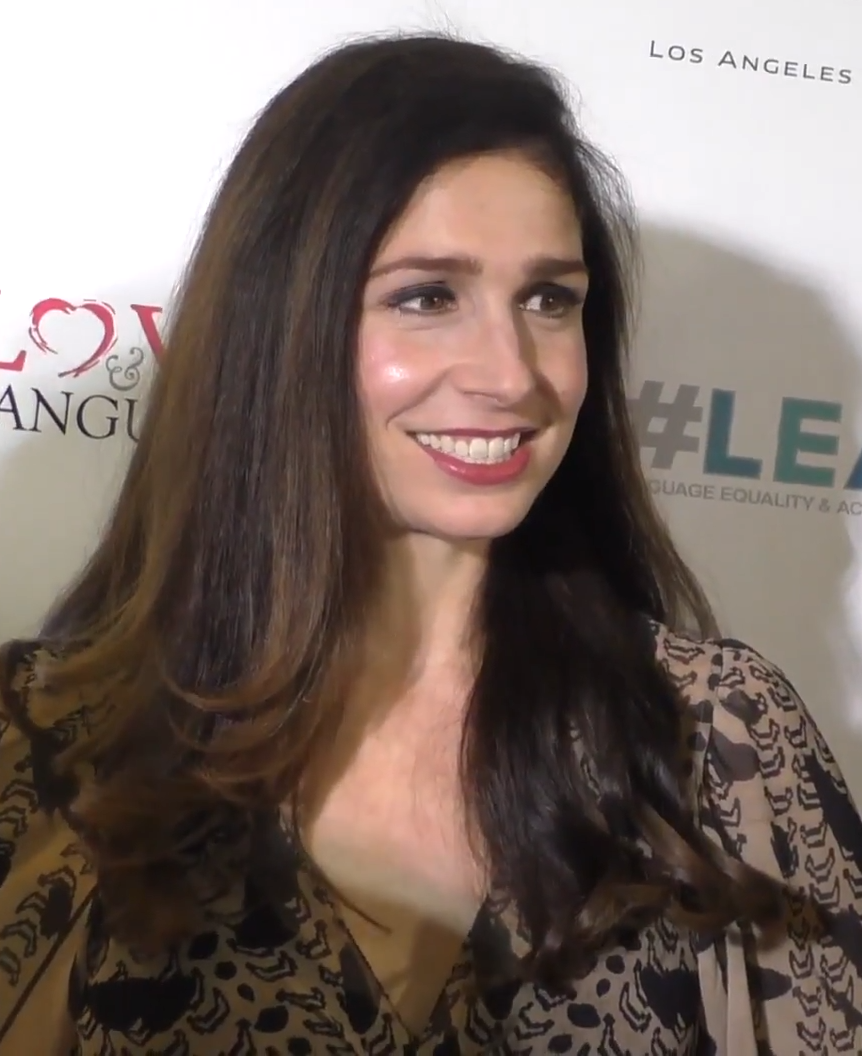
Shoshannah Stern, 2016

Shoshannah Stern (* 3. Juli 1980 in Walnut Creek, Kalifornien) ist eine gehörlose US-amerikanische Schauspielerin.

## Leben und Werk
Shoshannah Stern wurde 1980 in Walnut Creek in eine gehörlose jüdische Familie geboren und zog bald mit ihrer Familie nach Fremont, wo sie ihre Kindheit verbrachte. Wie ihre ebenfalls gehörlosen Geschwister erlernte sie schon früh die Gebärdensprache „American Sign Language“ und besuchte die California School for the Deaf, Fremont, wo ihre Eltern arbeiteten. Später studierte sie an der Gallaudet University in Washington DC, einer Universität für gehörlose und schwerhörige Menschen, wo sie ihre Liebe für die Schauspielerei und für das Theater entdeckte.
Schon während ihrer Studienzeit in Gallaudet wurde ihr 2001 eine kleine Filmrolle in der US-amerikanischen Fernsehserie Off Centre angeboten, gefolgt von Auftritten in Serien wie Providence, Boston Public, Emergency Room – Die Notaufnahme, Lady Cops – Knallhart weiblich und Threat Matrix – Alarmstufe Rot. Danach folgte eine tragende Nebenrolle in der preisgekrönten Fernsehserie Weeds an der Seite von Mary-Louise Parker, sowie eine Hauptrolle in Jericho, eine Rolle, die ursprünglich nicht für eine gehörlose Darstellerin geschrieben wurde.
Ebenso spielt sie in Supernatural seit 2016 die Rolle von Eileen Leahy.

## Filmografie (Auswahl)
- 2003: Emergency Room – Die Notaufnahme (ER, Fernsehserie, Folge 9x11)
- 2003–2004: Threat Matrix – Alarmstufe Rot (Threat Matrix, Fernsehserie, 6 Folgen)
- 2005–2012: Weeds – Kleine Deals unter Nachbarn (Weeds, Fernsehserie, 14 Folgen)
- 2006–2008: Jericho – Der Anschlag (Jericho, Fernsehserie, 18 Folgen)
- 2008: Adventures of Power
- 2008: Cold Case – Kein Opfer ist je vergessen (Cold Case, Fernsehserie, Folge 5x14)
- 2010–2011: Lie to Me (Fernsehserie, 3 Folgen)
- 2016–2020: Supernatural (Fernsehserie, 7 Folgen)
- 2018–2019: This Close (Fernsehserie, 14 Folgen)
- 2020: Grey’s Anatomy (Fernsehserie, 2 Folgen)
- 2021: The Magnificent Meyersons
- 2023: Angespült – Ein Krabbenteuer (Under the Boardwalk) (Stimme)